# アザラシ
アザラシ（海豹、Phocidae）は、鰭脚類に含まれる海棲哺乳類（海獣）のグループである。アザラシ科、もしくはアザラシ科アザラシ亜科に分類される。

## 呼称
日本の北海道に住むアイヌは、アザラシをアイヌ語で「トゥカㇻ（tukar）」と呼んだ。これが転訛して和人の猟師がアザラシを「トッカリ」と呼ぶようになった。
漢字が海豹であることから、かいひょうとも呼ばれる。体表の黒い斑点模様から、痣のある獣、痣之獣とされ、痣之獣の読みから「あざらし」とされたとする説がある。

## 形態
アザラシには体重50 kgのワモンアザラシから、3700 kgに及ぶミナミゾウアザラシまでおり、その体格は変化に富む。体格については多くの種で雌雄にそれほど顕著な差は無いが、ミナミゾウアザラシではオスの体重はメスの10倍になる。逆にモンクアザラシやヒョウアザラシではメスのほうがオスより大きい。
ゾウアザラシ属（下写真参照）とズキンアザラシは繁殖のディスプレイのため鼻が特異な形をしている。
首は短く、四肢には5本指があり、指の間には水かきが付きヒレに変化している。アザラシの前ビレのうち空気中に露出している部分は、ヒトの手首より先の部分にあたる。

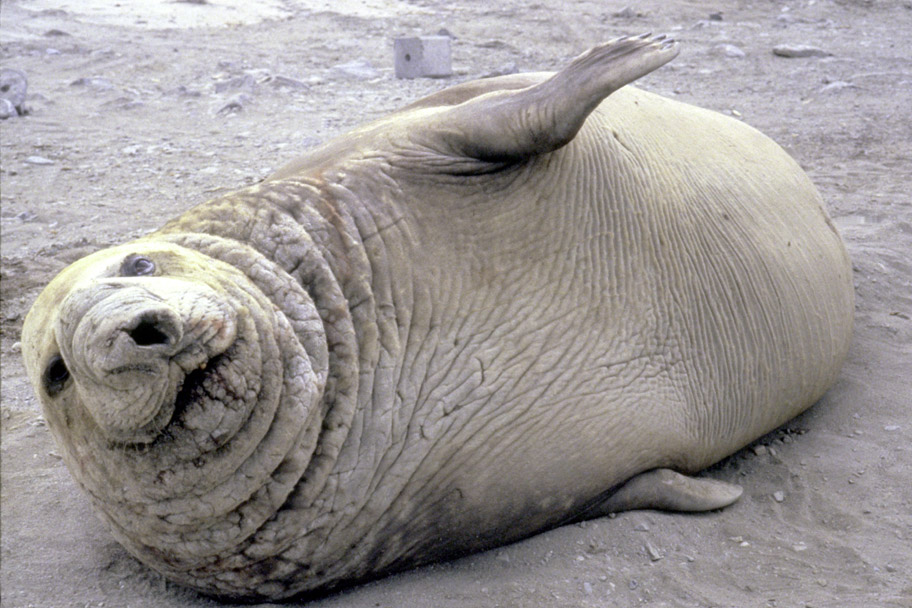
ミナミゾウアザラシ

体には短い毛が隙間なく生えており、毛皮として利用されてきた。
アザラシは優れた潜水能力を有することで知られている。キタゾウアザラシは1,500 mまで潜水した記録がある。鼻腔を閉じることができ、肺の中の空気をほとんど全て吐き出すことで高い水圧に耐えられる。さらに蛋白質ミオグロビンにより筋肉に呼吸に必要な酸素を多く保持でき、潜水に適応した特徴を持つ。
かつて、アザラシはイタチとの共通祖先から分岐し、アシカはクマとの共通祖先から分岐し、収斂進化によって類似した形態を獲得したとする2系統説が主流であった。近年は分子系統学的研究により、いずれもクマに近い共通の祖先を持つという単系統説が主流になっている。

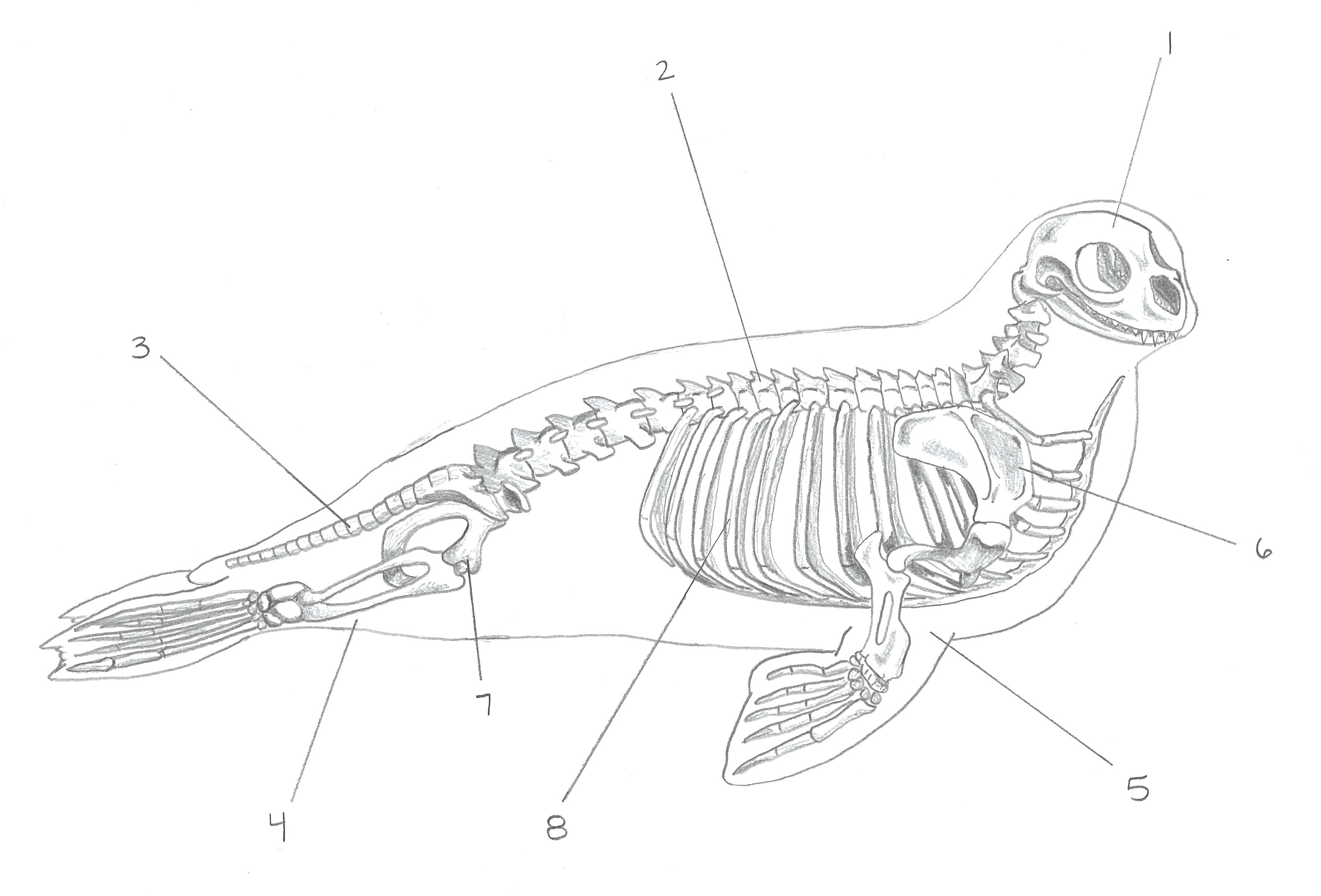
骨格
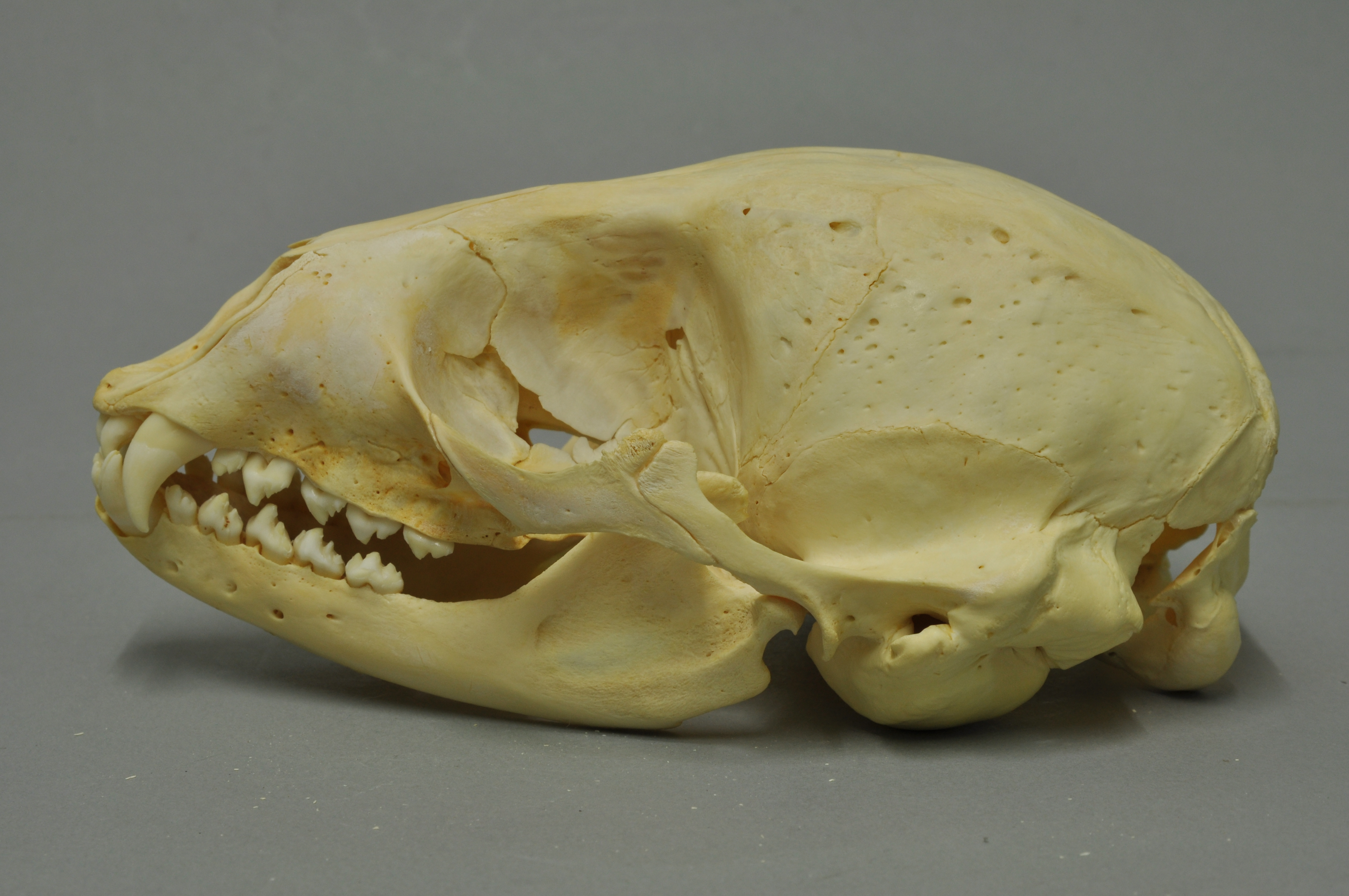
ゼニガタアザラシの頭蓋骨

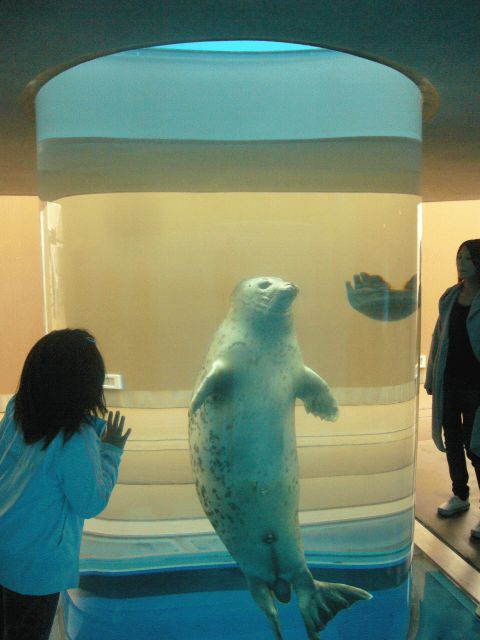
ゴマフアザラシ
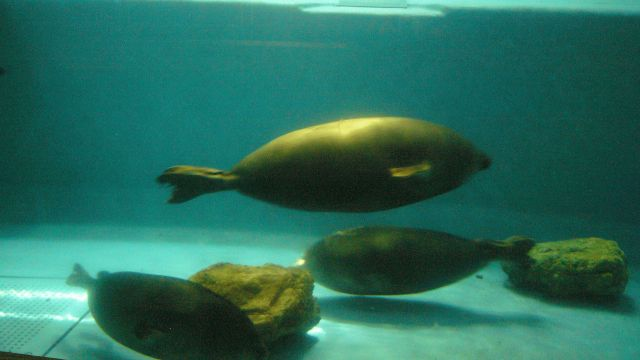
バイカルアザラシ
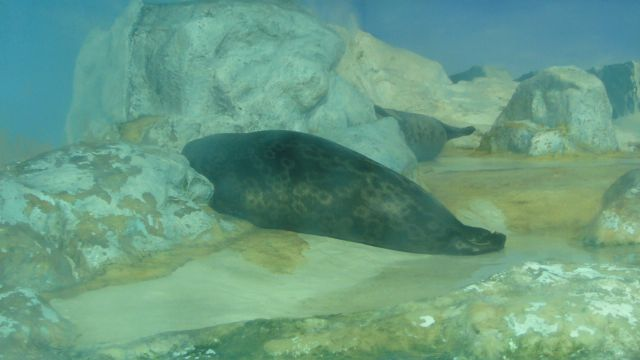
ワモンアザラシ
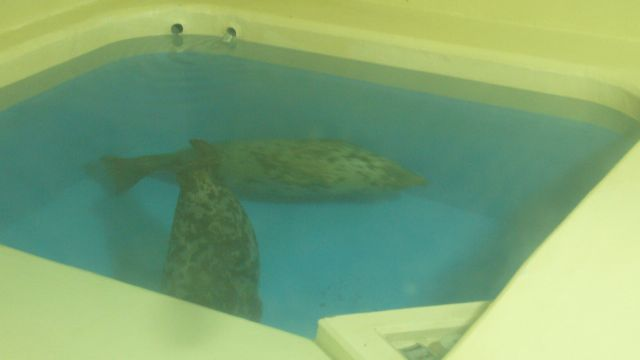
カスピカイアザラシ
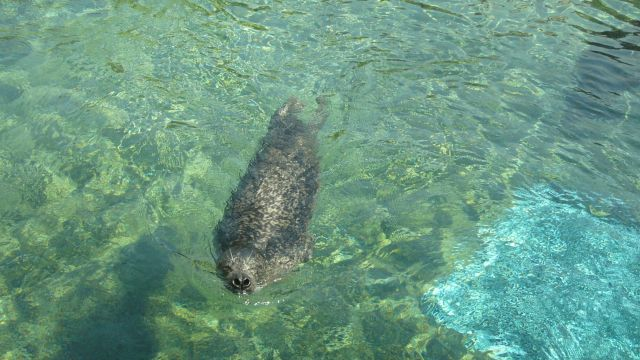
ゼニガタアザラシ
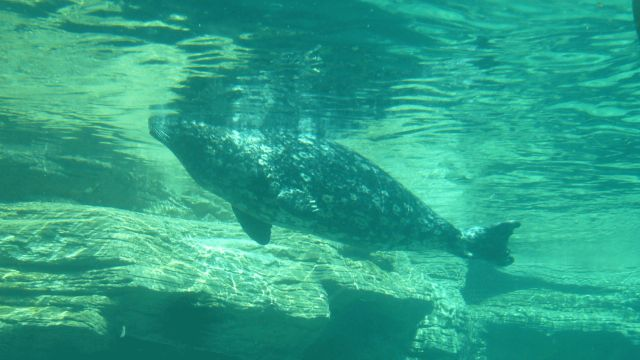
ゼニガタアザラシ

### アシカとの違い
アシカとは外見がよく似ているが、いくつか明確な相違点が見られる。
アシカには耳たぶがあるが、アザラシの耳は穴が開いているだけである。
アシカは後肢に比較して前肢が発達している。泳ぐ際の主たる推進力は前肢から得て左右の後肢を同調させて泳ぐ。逆に、アザラシは後肢が発達しており、泳ぐ際には前肢は体側に添えるのみで、左右の後肢を交互に動かして推進力を得る。
陸上における移動を見ても異なっている。アシカは後肢を前方に折り曲げ、おもに前肢を使って陸上を「歩く」ことができる。一方、アザラシは後肢を前方に折り曲げることはできず、前肢もあまり発達していないので「歩く」ことはできない。前肢を補助的に使いながら全身を蠕動させ、イモムシのように移動する。
このような差異もあって、かつてアザラシ類とアシカ・セイウチ類は異なる祖先からそれぞれ独自に進化したとみられていたが、研究が進んだことでアンフィキオン類（クマに近い化石種の系統）から進化した共通の祖先を持ったグループであることがわかっている。

## 分布
北極圏から熱帯、南極圏まで幅広い海域に生息する。
アザラシ科は10属19種からなり、頭蓋骨や四肢骨の特徴からモンクアザラシ亜科とアザラシ亜科に分けられる。モンクアザラシ亜科に属する種は主に南半球に、アザラシ亜科に分類される種は北半球に生息する。
アザラシはホッキョクグマの主食となっており、その食料の9割をアザラシが占める。ホッキョクグマの嗅覚は優れており、10 kmくらい離れた場所からでもアザラシの匂いを嗅ぎつけることができるとする説もある。
日本近海では北海道北部、東部を中心にゴマフアザラシ、ワモンアザラシ、ゼニガタアザラシ、クラカケアザラシ、アゴヒゲアザラシの5種のアザラシが生息しており、「すみわけ」をしているように見える。大雑把に言うとワモンアザラシは氷や流氷の多い地域に多く、大型プランクトンと小型魚類を食べている。アゴヒゲアザラシは流氷の移動する浅い海域を好み底性の魚類やカニ、貝を食べている。ゴマフアザラシとクラカケアザラシはこれらより南に分布し、冬から春にかけては流氷上で出産する。流氷期が終わるとゴマフアザラシは分散して沿岸で生活するがクラカケアザラシは外洋で回遊する。ゼニガタアザラシはその南に分布し、北海道東部から千島列島のうち流氷があまり来ず結氷しない地域で暮らす。以上が日本近海のアザラシの分布の定説であるが、2002年に東京都の多摩川に出現し日本を騒がせたアゴヒゲアザラシの「タマちゃん」のように定説どおりに動かないアザラシの個体も少数おり、日本各地に出現するケースも稀にある。

## 生態

### 繁殖

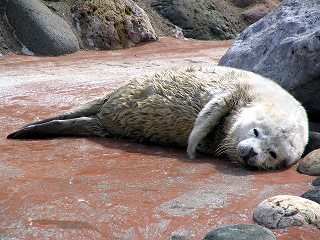
ゴマフアザラシの幼獣

アザラシの夫婦形式は一雄一雌型のゴマフアザラシのような種もいる一方、ミナミゾウアザラシは一夫多妻型、ハーレムを作る種もおり多様である。
アザラシは陸上・もしくは海氷上で出産する。一産一仔で妊娠期間はほとんどの種で一年である。新生児の産毛は保護色になっている種も多い。すなわち海氷上で出産する種（ゴマフアザラシやワモンアザラシなど）は白色の産毛を持って産まれてくる。
母親は、出産、育児中は絶食状態となる。

### 食物
アザラシは一般的に魚やイカなどを食べている。種によって食物に偏りがある（詳細は各種の項目参照）。

### コミュニケーション
水中で拍手をすることで、コミュニケーションをとる。

### 感覚

#### 視覚
アザラシを含む鰭脚類の眼球は陸生の食肉類に比べて大きい。南半球ではロスアザラシ、北半球ではクラカケアザラシが特に大きい。網膜には色を識別する錐体はなく明るさを感じる桿体だけなので彼らに色の概念は無い。
なお陸上にアザラシがいる際、目の下が濡れて泣いているように見えるときがある。これは涙を鼻腔に流す鼻涙管が無いためで、ヒトのように泣いているわけではない。

#### 聴覚

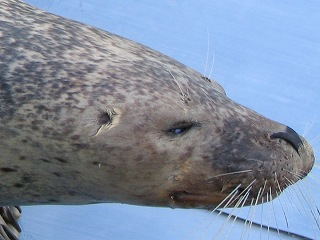
ゴマフアザラシの頭部。目の後ろの穴が耳。

両極地方の暗い水の中で魚を取らなければならない種もおり、視覚以外の感覚も鋭い。アザラシには耳たぶは無いが目の横に耳の穴がある。ゴマフアザラシなどのいくつかの種では水中でクリック音を発してエコロケーションを行っている。また飼育下のアザラシでも周囲の物音に敏感に反応する様子を観察する事ができる。

#### 嗅覚
アザラシの母親が自分の子供を見分けるための重要な情報が匂いであると言われている。なおアザラシと近縁のアシカ科でも親が子を確認するのに嗅覚が使われている。

#### 血中酸素
哺乳類は、血中の二酸化炭素濃度で息苦しさを感じるが、アザラシの場合は二酸化炭素に鈍感で、酸素濃度で行動を変化させている。

## 下位分類
アザラシ科 Phocidae (Gray, 1821)
- ズキンアザラシ属 Cystophora (Nilsson, 1820)
  - ズキンアザラシ Hooded seal, Cystophora cristata (Erxleben, 1777)
- アゴヒゲアザラシ属 Erignathus (Gill, 1866)
  - アゴヒゲアザラシ Bearded seal, Erignathus barbatus (Erxleben, 1777)
- ハイイロアザラシ属 Halichoerus (Nilsson, 1820)
  - ハイイロアザラシ Grey seal, Halichoerus grypus (Fabricius, 1791)
- クラカケアザラシ属 Histriophoca (Gill, 1873)
  - クラカケアザラシ Ribbon seal, Histriophoca fasciata (Zimmermann, 1783)
- ヒョウアザラシ属 Hydrurga (Gistel, 1848)
  - ヒョウアザラシ Leopard seal, Hydrurga leptonyx (Blainville, 1820)
- ウェッデルアザラシ属 Leptonychotes (Gill, 1872)
  - ウェッデルアザラシ Weddell seal, Leptonychotes weddellii (Lesson, 1826)
- カニクイアザラシ属 Lobodon (Gray, 1844)
  - カニクイアザラシ Crabeater seal, Lobodon carcinophagus (Hombron & Jacquinot, 1842)
- ゾウアザラシ属 Mirounga (Gray, 1827)
  - キタゾウアザラシ Northern elephant seal, Mirounga angustirostris (Gill, 1866)
  - ミナミゾウアザラシ Southern elephant seal, Mirounga leonina (Linnaeus, 1758)
- モンクアザラシ属 Monachus (Fleming, 1822)
  - チチュウカイモンクアザラシ Mediterranean monk seal, Monachus monachus (Hermann, 1779)
- ハワイモンクアザラシ属 Neomonachus (Slater & Helgen, 2014)
  - ハワイモンクアザラシ Hawaiian monk seal, Neomonachus schauinslandi (Matschie, 1905)
  - †カリブモンクアザラシ Caribbean monk seal, Neomonachus tropicalis (Gray, 1850)
- ロスアザラシ属 Ommatophoca (Gray, 1844)
  - ロスアザラシ Ross seal, Ommatophoca rossi (Gray, 1844)
- タテゴトアザラシ属 Pagophilus (Gray, 1844)
  - タテゴトアザラシ Harp seal, Pagophilus groenlandicus (Erxleben, 1777)
- ゴマフアザラシ属 Phoca (Linnaeus, 1758)　タイプ属
  - ゴマフアザラシ Spotted seal, Phoca largha (Pallas, 1811)
  - ゼニガタアザラシ Common seal (Harbor seal), Phoca vitulina (Linnaeus, 1758)
- ワモンアザラシ属 Pusa (Scopoli, 1771)
  - カスピカイアザラシ Caspian seal, Pusa caspica (Gmelin, 1788)
  - ワモンアザラシ Ringed seal, Pusa hispida (Schreber, 1775)
  - バイカルアザラシ Nerpa (Baikal seal), Pusa sibirica (Gmelin, 1788)

## 文化
「アザラシ」は、日本の俳句文化において、春の季語である。

### 日本
日本では古くからアザラシ猟が行われてきた。北海道のアイヌや開拓期の入植者も利用した。皮は水濡れに強く、馬の手綱やかんじきの紐に好んで使われた。また脂肪は照明用に燃やされた。
昭和以降になると皮がスキーシールやかばんの材料になったり、脂肪から石鹸が作られたりした。昭和30年代以降は土産物の革製品の材料として多く捕獲された。この頃になると猟も大規模になり、北海道近海からサハリン沖にまで及んだ。最盛期の年間捕獲頭数は2500頭ほどと推定されている。その後、環境保護の流れが盛んになりファッションの材料としての需要の低迷、ソ連の200海里経済水域宣言、輸入アザラシ皮の流入等の理由により、昭和50年代には商業的なアザラシ猟は終わりを迎えた。
現在では北海道の限られた地域で有害獣駆除を目的としてわずかな数が捕獲されているのみである。

### 北極圏
北極圏にはアザラシを食料として狩る民族が現在も存在する。アラスカ及びその他北極圏を拠点とするエスキモーにとってアザラシの肉は数少ない貴重なタンパク源であるとともに、脂肪分を多量に含むアザラシ肉は極地環境で消費される大量のカロリーを補う優れた食物である。キビヤックなどの民族独自のアザラシ料理が存在する。
またカナダなどでは、アザラシの子供が商業狩猟の対象となっており、棍棒で殴り殺して、上質の毛皮を得る。